# Pablo García Baena
Pablo García Baena (Córdoba, 29 de junio de 1921-Córdoba, 14 de enero de 2018) fue un poeta español, perteneciente al Grupo Cántico.

## Biografía
Asistió de niño al colegio Hermanos López Diéguez, en cuyo patio lo recuerda una lápida, y cursó el bachillerato en el colegio Francés, con los Maristas y en el colegio de la Asunción. Estudió pintura e historia del arte en la Escuela de Artes y Oficios de Córdoba, donde amistó con el pintor Ginés Liébana. A los 14 años leía ya a san Juan de la Cruz. Empieza a frecuentar la Biblioteca Provincial, donde conoce al también poeta Juan Bernier, quien le descubrió a Marcel Proust, Juan Ramón Jiménez, Pedro Salinas, Jorge Guillén y, sobre todo, Luis Cernuda. Empieza a publicar en la prensa local con poemas y dibujos, firmando a veces con una E mayúscula o con el seudónimo Luis de Cárdenas, en Caracola, en El Español y en La Estafeta Literaria. En 1942 estrenó en Córdoba una versión teatral de cuatro poemas de San Juan de la Cruz. Rumor oculto, su primer poemario, apareció en la revista Fantasía en enero de 1946. En 1947 él y su amigo Ricardo Molina concurrieron al Premio Adonáis de poesía, sin éxito, por lo cual decidieron crear su propia revista junto con los poetas Juan Bernier, Julio Aumente y Mario López y los pintores Miguel del Moral y Ginés Liébana: Cántico (Córdoba, 1947-1949 y 1954-1957), que será una de las más importantes de la Posguerra española. Estos autores serán conocidos desde entonces como Grupo Cántico.
Cántico reivindicaba una mayor exigencia formal y estética y una mayor sensualidad, y enlazaba con la poesía de la Generación del 27, en especial con Luis Cernuda; barroca, exaltada y vitalista, su poesía influyó entre las generaciones más jóvenes sirviendo de puente entre los Novísimos y la Generación del 27. Entre Óleo, de 1958, y Almoneda (1971), sostuvo un largo silencio poético, roto ya definitivamente tras este último libro. 1964, junto con otros amigos, viajó por la Costa Azul francesa, la Riviera italiana, Milán, Florencia, Venecia, Roma, Nápoles, Capri, Atenas, Delfos, Athos, El Cairo y Alejandría. También hizo viajes ocasionales a Florida y Nueva York. A su vuelta en 1965 fijó su residencia primero en Torremolinos y finalmente en Benalmádena (Málaga), donde residió trabajando como anticuario hasta 2004 en que volvió a Córdoba. Es colaborador de distintos diarios nacionales y realiza lecturas y conferencias en los centros culturales españoles.
En 1984 recibió el Premio Príncipe de Asturias de las Letras y la Medalla de Oro de la Ciudad de Córdoba. Fue declarado Hijo Predilecto de Andalucía en 1988. Con Fieles guirnaldas fugitivas gana el Premio Internacional de Poesía Ciudad de Melilla de 1989, y el Premio Andalucía de las Letras en 1992. En 2004 recibió la Medalla de Oro de la Provincia de Málaga en la que pasó una gran parte de su vida. Fue director de la Comisión Asesora del Centro Andaluz de las Letras. Su poesía posee un acento gongorino y sensualidad, e incluye la temática religiosa de los ritos y las procesiones. Su obra poética hasta la fecha se halla reunida en Poesía completa (1940-2008) (Madrid, Visor, 2008). En mayo de 2008 gana el Premio Reina Sofía de Poesía Iberoamericana. En octubre de 2012 ha recibido el Premio Internacional de Poesía Federico García Lorca.
Falleció en el hospital de la Cruz Roja de Córdoba por causas naturales el 14 de enero de 2018, a los 96 años.
El 27 de abril de 2018 recibió un homenaje en Benalmádena (Málaga), población en la que el poeta vivió durante largas temporadas. En el acto se descubrió una placa conmemorativa y estuvieron presentes diferentes personalidades del entorno literario que recitaron sus poemas.
En 2018 la Fundación Caballero Bonald le organizó un homenaje con motivo de la publicación del número 27 de la revista Campo de Agramante, que había dirigido Baena.
Falleció el 14 de enero de 2018, celebrándose el funeral en la iglesia de San Miguel y su inhumación en el cementerio de la Salud, en el panteón del marqués de Cabriñana.

## Obra

### Poesía
- Rumor oculto, en Fantasía (Madrid), 1946. Edición facsímil: Sevilla, Renacimiento, 1979, Suplemento de Calle del Aire.
- Mientras cantan los pájaros, en Cántico (Córdoba), 1948. Edición facsímil: Córdoba, Diputación de Córdoba, 1983.
- Antiguo muchacho, Madrid, Rialp, 1950, Adonais. 2.ª edición: Madrid, Ediciones La Palma, 1992.
- Junio, Málaga, Col. A quien conmigo va, 1957.
- Óleo, Madrid, Col. Ágora, 1958.
- Antología poética, Córdoba, Ayuntamiento de Bujalance, 1959 (edición facsímil, 1995).
- Almoneda (12 viejos sonetos de ocasión), Málaga, El Guadalhorce, 1971.
- Poesías (1946-1961), Málaga, Ateneo de Málaga, 1975.
- Antes que el tiempo acabe, Madrid, Ediciones Cultura Hispánica, 1978.
- Tres voces del verano, Málaga, Col. Villa Jaraba, 1980.
- Poesía completa (1940-1980), introducción de Luis Antonio de Villena, Madrid, Visor Libros, 1982, Visor de poesía.
- Gozos para la Navidad de Vicente Núñez, Madrid, Hiperión, 1984. 2.ª edición: Sevilla, Fundación El Monte, 1993.
- El Sur de Pablo García Baena (Antología), introducción de Antonio Rodríguez Jiménez, Córdoba, Ayuntamiento de Córdoba / Ediciones de la Posada, 1988.
- Antología última, Málaga, Instituto de Educación Secundaria Sierra Bermeja, 1989, Col. Tediria.
- Fieles guirnaldas fugitivas, Melilla, Ciudad Autónoma de Melilla, Ayuntamiento de Melilla, 1990, Rusadir.
- Prehistoria, Córdoba, Ayuntamiento de Córdoba, 1994, Cuadernos de la Posada.
- Poniente (con dibujos de Pablo García Baena), Córdoba, Fernán Núñez, 1995, Cuadernos de Ulía.
- Como el agua en la yedra (Antología esencial), introducción de Manuel Ángel Vázquez Medel, Sevilla, Fundación El Monte, 1998, La placeta.
- Poesía completa (1940-1997), introducción de Luis Antonio de Villena, Madrid, Visor Libros, 1998, Visor de poesía.
- Impresiones y paisajes, Cuenca, Ediciones Artesanas, 1999.
- Recogimiento (Poesía, 1940-2000), estudio introductorio de Fernando Ortiz, bibliografía preparada por María Teresa García Galán, Málaga, Ayuntamiento de Málaga, 2000, Col. Ciudad del Paraíso.
- En la quietud del tiempo (Antología poética), prólogo de José Pérez Olivares, Sevilla, Renacimiento, 2002.
- Fieles guirnaldas fugitivas (Premio Ciudad de Melilla; Melilla, Rusadir, 1990; 2ª ed., San Sebastián de los Reyes, Universidad Popular José Hierro, 2006). ISBN 84-95710-29-3.
- Los Campos Elíseos (Valencia, Pre-Textos, 2006). ISBN 84-8191-729-X.
- Rama fiel (Ediciones de la Universidad de Salamanca, 2008). ISBN 8478003029.
- Poesía completa (1940-2008), introducción de Luis Antonio de Villena, Madrid, Visor Libros, 2008, Colección Visor de poesía.

### Prosa
- Lectivo, Jerez de la Frontera (Cádiz), Ayuntamiento de Jerez, 1983, Fin de Siglo.
- El retablo de las cofradías (Pregón de Semana Santa en Córdoba, 1979), Córdoba, Diputación de Córdoba, 1984. 2.ª edición: Diario de Córdoba, 1997.
- Calendario, Málaga, Col. El Manatí Dorado, 1992.
- Ritual, Córdoba, Diputación de Córdoba, 1994.
- Los libros, los poetas, las celebraciones, el olvido, prólogo de Rafael Pérez Estrada, Madrid, Huerga & Fierro, 1995, La rama dorada.
- Vestíbulo del libro, Málaga, Junta de Andalucía, Consejería de Cultura, 1995.
- Zahorí Picasso, Málaga, Rafael Inglada Ediciones, 1999.
- Selva varia, Edición de Francisco Javier Torres, Introducción de Francisco Ruiz Noguera. Málaga, EDA Libros, 2007 EDA Libros Archivado el 25 de septiembre de 2020 en Wayback Machine.
- Córdoba, Córdoba, Editorial Almuzara, 2009.